# Valle Alto del Lozoya

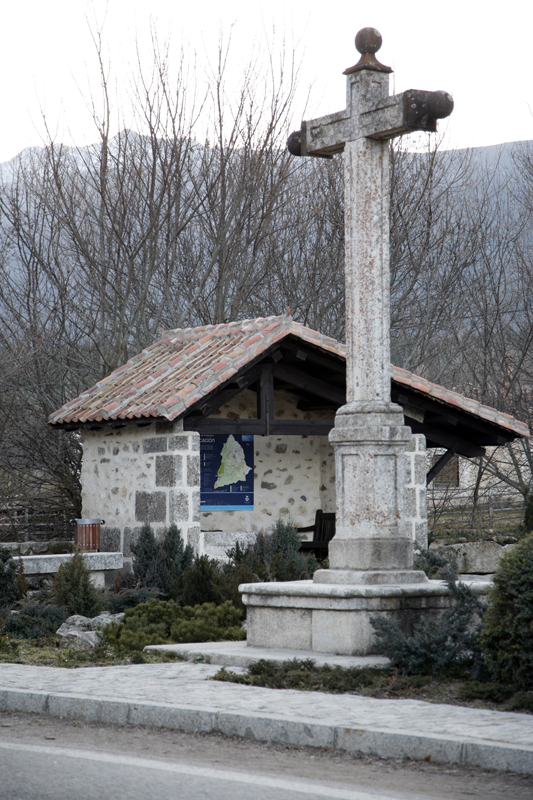
Creu de pedra a l'entrada del Monestir de Santa María d'El Paular

Mapa de la Vall del Lozoya

El Valle Alto del Lozoya constitueix la part superior del riu Lozoya. Pertany a la Comunitat de Madrid.

## Municipi
La subcomarca del Valle Alto de Lozoya, pertany a la Sierra Norte de Madrid i està formada pels municipis de:
- Alameda del Valle
- Canencia
- Garganta de los Montes
- Gargantilla del Lozoya y Pinilla de Buitrago
- Lozoya
- Navarredonda y San Mamés
- Pinilla del Valle
- Rascafría

## Geografia
La Vall Alta del Lozoya es caracteritza per gran varietat de paisatges i recursos naturals que alberga, trobant-se en aquesta subcomarca els cims més elevats de la Comunitat de Madrid com és el cas de "Peñalara" (2.429 m). El seu relleu accidentat, així com l'existència de diferents ports de muntanya de difícil accés han facilitat la inaccessibilitat d'aquests llocs el que ha contribuït favorablement a la seva conservació.
La Vall del Lozoya és un dels enclavaments de major interès geobotànic de tota la Comunitat de Madrid. Precisament dintre dels seus límits es localitza el Parc Natural del Cim, Circ i Llacunes de Peñalara, l'embassament de Pinilla i les Llacunes de l'Entorn de Peñalara, totes elles figures especialment protegides pel seu alt valor naturalístic, paisatgístic i ecològic. A tot això cal afegir l'alt valor cultural de la comarca, amb importants mostres de patrimoni històric - artístic, entre les quals destaquem el Reial Monestir de Santa María del Paular, excel·lents exemples d'arquitectura religiosa i civil, així com arquitectura tradicional serrana, ja que tots els municipis conserven avui dia mostres de construccions tradicionals (poltres, antics conjunts agropecuaris, fargues, pallers, etc.). Cap afegir que en la conservació de les pinedes característiques de la vall va col·laborar la Societat Belga de Pinedes del Paular que es va fer càrrec del seu tala ordenada.